# Tivaouane Peulh-Niaga
Tivaouane Peulh-Niaga ist eine städtische Gemeinde (commune) im Département Rufisque der Metropolregion Dakar, gelegen im zentralen Westen Senegals.

## Geographische Lage
Tivaouane Peulh-Niaga liegt im Nordosten der Cap-Vert-Halbinsel und nimmt den Nordwesten des Départements Rufisque ein mit der Grande-Côte, den Küstendünen und den dahinterliegenden Strandseen, namentlich den touristisch bedeutsamen Salzsee Lac Rose. Das Stadtgebiet erstreckt sich 15 Kilometer weit entlang der Atlantikküste und im bevölkerungsstarken Westen bis zu sechs Kilometer weit nach Süden ins Binnenland. Nach Süden sind es von Tivaouane Peulh neun Kilometer ins Stadtzentrum von Rufisque. Die Hauptstadt Senegals Dakar liegt etwa 19 Kilometer südwestlich von hier. Das Stadtgebiet hat eine Fläche von 67,74 km² und umfasst neben den beiden  namensgebenden Orten weitere benachbarte Ortschaften. Benachbarte Kommunen sind im Uhrzeigersinn Bambylor im Osten, Sangalkam und Jaxaay-Parcelles im Süden und im Westen Keur Massar Sud, Keur Massar Nord sowie Malika.

## Geschichte
Die ursprünglich ländlich geprägte Gegend im Osten der Hauptstadtregion geriet wegen des starken Bevölkerungswachstums, das über Jahrzehnte hinweg von der Hauptstadt Dakar ausging, in den Sog einer sich immer weiter ausbreitenden und verdichtenden Urbanisierung. Deshalb wurde im Jahr 2011 die Landgemeinde communauté rurale de Sangalkam, die bis dahin den ganzen Norden des Départements Rufisque umfasste, aufgeteilt. Der Hauptort Sangalkam erhielt den Status einer städtischen Gemeinde (commune) und wurde so von seinem Umland verwaltungsmäßig getrennt. Aus den sechs Dörfern (villages) des nördlichen Umlandes 
1. Tivaouane Peulh
2. Benoba
3. Déni Guédji Nord
4. Keur Marème Mbengue
5. Ndiaga Wolof
6. Niaga Peulh

wurde die communauté rurale de Tivaouane Peulh-Niaga geschaffen, benannt nach dem bevölkerungsstarken Hauptort Tivaouane Peulh an der Westgrenze und dem östlich benachbarten Niaga, die beide rund drei Kilometer von der Atlantikküste entfernt im Binnenland liegen. Im Jahr 2014 erhielt Tivaouane Peulh-Niaga, wie in Senegal alle communautés rurales, den landesweit einheitlichen Status einer Gemeinde (commune).
Im Jahr 2021 wurde das Stadtgebiet nach Südwesten um Niakoul Rap erweitert, den Nordteil der ebenfalls 2011 aus dem Umland von Sangalkam geschaffenen Stadt Jaxaay-Parcelles-Niakoul Rap, deren Südteil als Jaxaay-Parcelles nun Teil des neu geschaffenen Départements Keur Massar wurde.

## Bevölkerung
Die letzten Volkszählungen ergaben jeweils folgende Einwohnerzahlen:
| Jahr | Einwohner |
| ---- | --------- |
| 2002 | …         |
| 2013 | 41.123    |
| 2023 | 152.043   |

## Verkehr
Tivaouane Peulh-Niaga liegt etwas nördlich der Hauptverkehrsachsen der Cap-Vert-Halbinsel, die den West-Ost-Verkehr zwischen der Metropole Dakar und dem Rest des Landes aufnehmen müssen. Dieser fließt auf der Nationalstraße N 1, auf der mautpflichtigen Autoroute 1 sowie auf der Bahnstrecke Dakar–Niger durch das Gebiet der nahen Großstadt Rufisque. 
Parallel zum Strand der Atlantikküste verbindet die vierstreifige Schnellstraße Voie de Dégagement Nord (VDN) das Stadtgebiet nach Westen mit Malika, Guédiawaye und über Cambérène, wo sich die Bauarbeiten durch den Bau einer 350 Meter langen Brücke verzögert hatten, mit der Innenstadt von Dakar.